# Friedrich Hölderlin
Johann Christian Friedrich Hölderlin (født 20. marts 1770, død 7. juni 1843 i Tübingen) hører til de mest betydningsfulde tyske lyrikere. Hans værker forbinder klassicismen med romantikken.